# جورج ثورنتون (سياسي)
جورج ثورنتون (بالإنجليزية: George Thornton)‏ هو سياسي أسترالي، ولد في 23 ديسمبر 1819 في سيدني في أستراليا، وتوفي في 23 نوفمبر 1901 في أستراليا. انتخب عضو الجمعية التشريعية نيو ساوث ويلز وانتخب عضو المجلس التشريعي نيو ساوث ويلز.